# Becquerelia
Becquerelia es un género de plantas herbáceas de la familia de las ciperáceas. Comprende 17 especies descritas y de estas, solo 8 aceptadas.

## Descripción
Son plantas arrosetadas, caulescentes, robustas, erectas, hasta 200 cm de alto, rizomatosas; culmos triquetros y lisos; plantas monoicas. Hojas progresivamente más pequeñas hacia el ápice del culmo, agrupadas en la base, láminas lineares, 70–100 cm de largo y 25–40 mm de ancho, agudas, márgenes ásperos, 3-acostilladas; vaina corta con tintes cafés, sin lígula. Inflorescencia alargada, difusa y angosta, con varios corimbos espaciados, erectos y pedunculados, en un arreglo compuesto, pedúnculos inferiores con brácteas foliáceas, pedúnculos superiores con bractéolas setáceas o brácteas más cortas, últimas ramitas terminando en glomérulos compactos de espiguillas simples o compuestas; espiguillas unisexuales, las pistiladas lanceolado-ovoides en la antesis, 3–4 mm de largo, con varias brácteas ovadas, estrechamente espiraladas y firmemente imbricadas, ápices subulados, márgenes rojos, la espiguilla superior fértil, simple o abrazada por 1–4 brácteas, cada una abrazando espiguillas estaminadas de escamas delgadas y dísticas, cada escama uniestaminada; anteras 4-loculares, ca 1–1.5 mm de largo, apiculadas; carpelos 3, estilo corto y grueso, con ápice trífido de 3 estigmas lineares. Fruto globoso u oblato, 2–3 mm de ancho, liso, blanco-amarillo, en una roseta patente de escamas firmes, hipoginio formando una costra lisa y ajustada que cubre la mitad inferior.

## Taxonomía
El género fue descrito por Adolphe Theodore Brongniart y publicado en Voyage Autour du Monde 2: 161, t. 27. 1833[1829]. La especie tipo es: Becquerelia cymosa Brongn.

## Especies aceptadas
A continuación se brinda un listado de las especies del género Becquerelia aceptadas hasta febrero de 2014, ordenadas alfabéticamente. Para cada una se indica el nombre binomial seguido del autor, abreviado según las convenciones y usos.
- Becquerelia bullata C.B.Clarke & H.Pfeiff.
- Becquerelia clarkei Koyama
- Becquerelia cymosa Brongn.
- Becquerelia discolor Kunth
- Becquerelia divaricata (Nees) Palla
- Becquerelia martii (Nees) H.Pfeiff.
- Becquerelia muricata (Boeckeler) Nees
- Becquerelia tuberculata (Boeckeler) H.Pfeiff.